# Schwebebahn-Simulator 2013
Der Schwebebahn-Simulator 2013 ist ein Spiel, welches den Betrieb der Wuppertaler Schwebebahn nachstellt.

## Spielprinzip
Der Spieler kann entweder eine der angebotenen Missionen erfüllen, einzelne Streckenabschnitte befahren oder die Strecke beliebig ohne Zielvorgaben befahren. Die Streckenanlage wurde mit der Länge von 13,3 km nachgebaut. Die Stadt Wuppertal ist inklusive einiger markanter Bauwerke abseits der Strecke nachgebildet; dazu gehören z. B. die Stadthalle Wuppertal oder die Hauptkirche Sonnborn.
Es können ausschließlich Fahrzeuge der Baureihe 72 gefahren werden. Allerdings entspricht der Ton im Spiel nicht dem Original, sondern dem des historischen Kaiserwagens.

## Umsetzungen
Das Spiel wurde durch Rondomedia erstellt und erschien ursprünglich nur für den PC und danach für den Macintosh und 2015 als Schwebebahn-Simulator für die Wii U im Nintendo eShop. Der Vertrieb der PC-Version ist mittlerweile eingestellt worden.

## Rezeption
Das Spiel erhielt eher unterdurchschnittliche Wertungen. Größte Kritikpunkte sind die eher schlechte Grafik, fehlerhafte Steuerung sowie der Mangel an Abwechslung.
Einige Probleme wurden mit der Aktualisierung vom 31. Januar 2013 behoben.